# قائمة نساء في القيادة
فيما يلي قائمة بأسماء نساء في القيادة حسب الجنسية - و هن نساء بارزات لهن إنجازات معروفة في مجالات قيادية.

## أفريقيا

### كينيا
- فيفيان يدا أبوبو (بالإنجليزية: Vivienne Yeda Apopo)‏ مصرفية المدير العام لبنك التنمية الشرق الأفريقي
- جينالا دين (بالإنجليزية: Gina Din)‏ (مواليد 1961) سيدة أعمال تعمل في الاتصالات الاستراتيجية والعلاقات العامة
- تابيثا كارانجا (بالإنجليزية: Tabitha Karanja)‏ (مواليد 1964)، منظم، الرئيس التنفيذي لشركة مصانع الجعة Keroche
- ستيلا كيلونزو (بالإنجليزية: Stella Kilonzo)‏ (مواليد 1975)، الرئيس التنفيذي السابق لهيئة سوق المال (كينيا)، مدير في البنك الإفريقي للتنمية

### المغرب
- سلوى إدريسي أخنوش (بالإنجليزية: Salwa Idrissi Akhannouch)‏ سيدة أعمال مغربية مؤسسة والرئيسة التنفيذية لمجموعة أكسال للتجزئة

### ناميبيا
- كلارا بوهيتيله (مواليد 1955) سياسية وسيدة أعمال، رئيس شركة لحوم ناميبيا
- مونيكا ناشندي (مواليد 1959)، دبلوماسية وسياسية سابقة، المفوضة السامية السابقة إلى المملكة المتحدة
- إنجي زامواني-كاموي (مواليد 1958) وزير سابق، العضو المنتدب السابق لNamdeb مشروع مشترك للتعدين

### نيجيريا
- أولاجوموكي أديناوو (مواليد 1968)، مهندسة معمارية، سيدة أعمال، رئيسة لجنة النفط والغاز شركة ميزة الطاقة، مؤسس AD استشارات
- فولورونشو ألاكيجا (مواليد 1951)، سيدة أعمال في الأزياء، وصناعات النفط والطباعة
- فولاكي كوكر (مواليد 1974)، مصممة الأزياء، مؤسسة تيفاني آمبر

## آسيا والمحيط الهادئ

### الإمارات العربية المتحدة
- رجاء القرق، الأعمال التنفيذية، العضوة المنتدبة لمجموعة عيسى صالح القرق
- موزة سعيد العتيبة، الأعمال التنفيذية، محسنة، مؤسسة العتيبة انماء

### أفغانستان
- فاطمة أكبري، التي أسست مجلس شؤون المرأة في عام 2004
- رويا محبوب، المؤسسة والرئيسة التنفيذية لشركة Afghan Citadel Software

### أستراليا
- روزي باتي (مواليد 1962) والأسترالي لعام (2015)
- جولي إيزابيل بيشوب (مواليد 1956)، وزير الخارجية منذ 2013
- جيليان برودبنت (مواليد 1948)، الأعمال التنفيذية، وعضوة مجلس إدارة البنك الاحتياطي الأسترالي، مستشارة جامعة ولونغونغ

### الصين
- مارغريت تشان المديرة العامة لمنظمة الصحة العالمية،